# 党和国家机构
党和国家机构，俗称四套班子或四大班子，是中华人民共和国政治术语，指从中央到地方各级政治机构的领导集体，分别为党委、人大、政府、政协。除奉行一国两制的香港、澳门外，中国内地31个省级行政区均有设置。在中央级，中共中央、全国人大常委会、国务院、全国政协与中央军委并列为国家层面的五套班子。而在地方各级机构中，当地四套班子与纪委监委并称为五套班子或五大班子。2018年，新成立的各省级行政区监察委员会全部组建完成，中华人民共和国国家监察委员会宣告成立，与纪委合署办公；而在地方级，若加上军事部门，则称六套班子或六大班子。

## 中央四套班子现任领导人
| 机构     | · 中国共产党 · 中央委员会 · 总书记 | 中华人民共和国 国务院 总理 | 全国人民代表大会 常务委员会 委员长 | · 中国人民政治协商会议 · 全国委员会 · 主席 |
| -------- | ---------------------------------- | -------------------------- | ---------------------------------- | ------------------------------------------ |
| 姓名     | 习近平                             | 李强                       | 赵乐际                             | 王沪宁                                     |
| 肖像     |                                    |                            |                                    |                                            |
| 民族     | 汉族                               | 汉族                       | 汉族                               | 汉族                                       |
| 籍贯     | 陕西省富平县                       | 浙江省瑞安县               | 陕西省西安市                       | 山东省莱州市                               |
| 出生日期 | 1953年6月（71歲）                  | 1959年7月（65歲）          | 1957年3月（68歲）                  | 1955年10月（69歲）                         |
| 就任日期 | 2012年11月15日                     | 2023年3月11日              | 2023年3月10日                      | 2023年3月10日                              |

## 中央
- 中国共产党中央委员会及其中央政治局
  - 总书记
- 全国人民代表大会及其常务委员会
  - 委员长
- 中华人民共和国中央人民政府（国务院）
  - 总理
- 中国人民政治协商会议全国委员会
  - 主席
- 中国共产党和中华人民共和国中央军事委员会
  - 主席
- 中华人民共和国国家监察委员会
  - 主任

## 地方
- 中国共产党地方各级委员会
  - 党委书记（省委书记、特别行政区工委书记、自治区委书记、市委书记、区委书记、县委书记等）
- 地方各级人民代表大会及其常务委员会
  - 地方人大常委会主任
- 地方各级人民政府
  - 行政首长（特别行政区政府行政长官、省人民政府省长、自治区人民政府主席、市人民政府市长、县人民政府县长等）
- 中国人民政治协商会议地方委员会
  - 地方政协主席
- 地方各级监察委员会
  - 地方监察委员会主任